# ファカラヴァ環礁

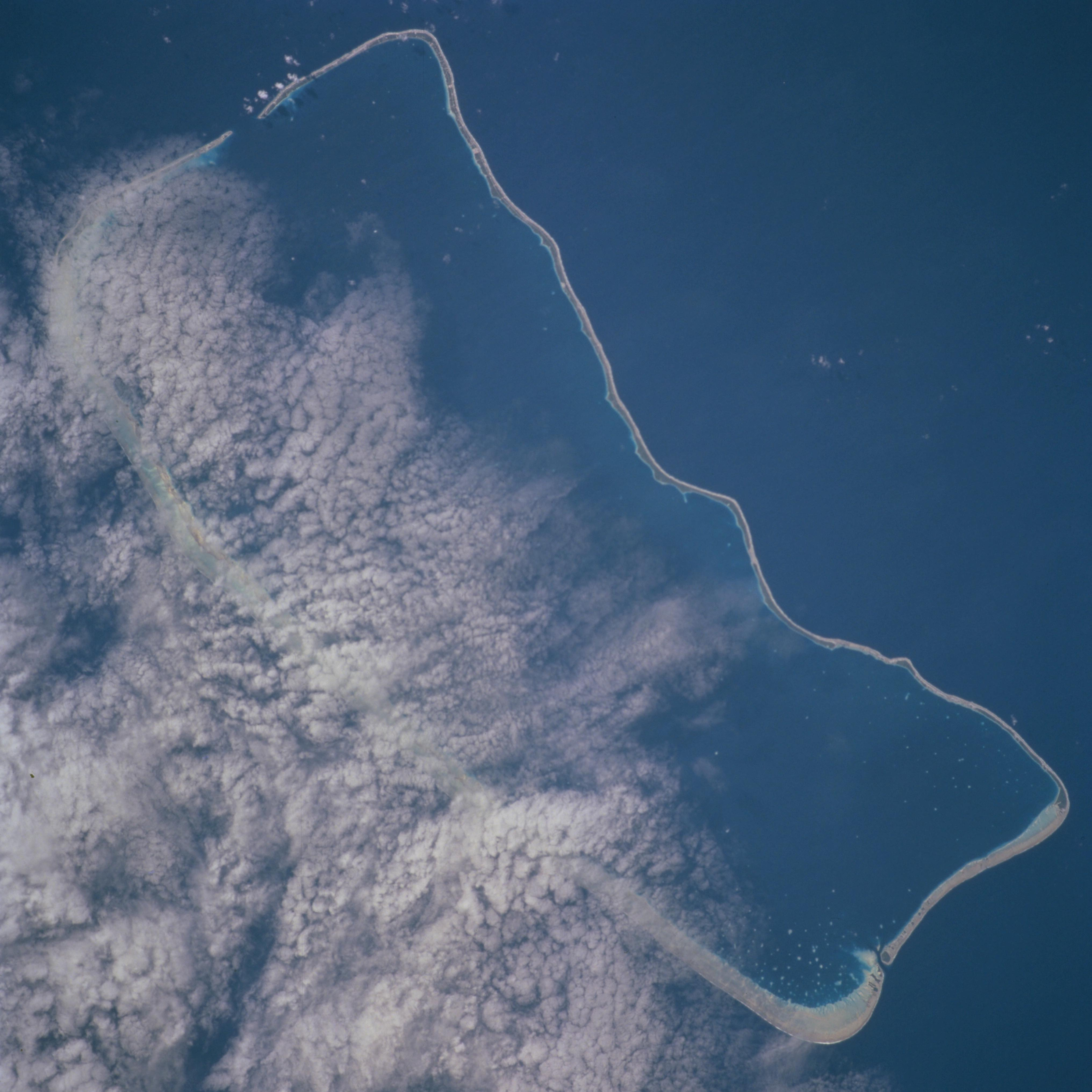
ファカラヴァ環礁

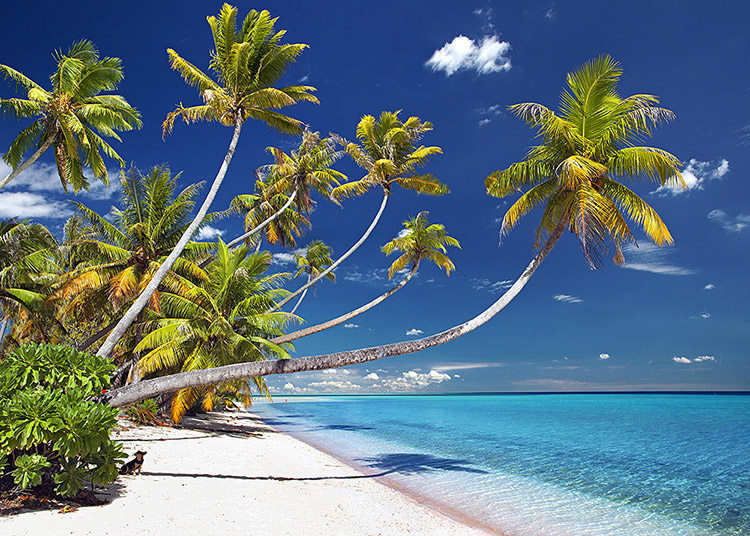
Hirifa Beach

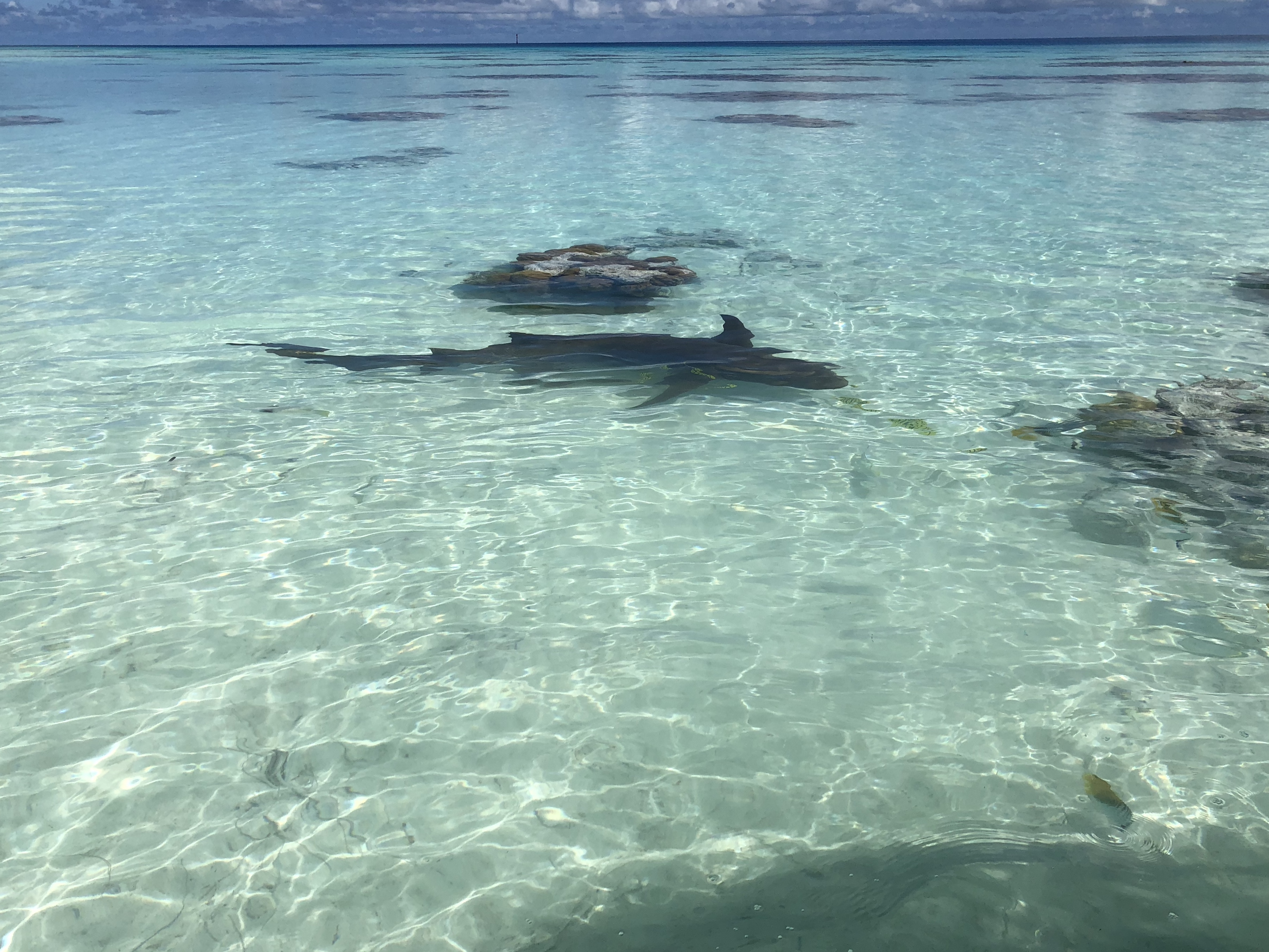
Ohavana beach

ファカラヴァ環礁（ファカラヴァかんしょう）はトゥアモトゥ諸島北西部にある環礁。太平洋南部にありフランス領ポリネシアに属する。諸島内で2番目に大きな環礁である。人口は約700名。
長さ約60 km、幅約21 kmであり、ラグーンの面積は約1,112 km2に達する。ラグーンへの主要水路は北と南の2か所にある。ここがヨーロッパ人に発見されたのは1820年7月17日であり、ロシアの探検家ファビアン・ゴットリープ・フォン・ベリングスハウゼンによってである。1995年には島の最北部にファカラバ空港が建設された。
1977年に同じくトゥアモトゥ諸島に属する近辺のアラティカ環礁、カウエヒ環礁、ニアウ環礁、ララカ環礁、タイアロ環礁、トアウ環礁の6つのサンゴ島と海域と共にUNESCOの生物圏保護区の「ファカラヴァ・コミューン生物圏保護区」に指定されている。保護区内にはサンゴ礁、種子植物の海草の藻場、藍藻・藻類・細菌が生息する池、トゲミウドノキの原生林、ヤシ林などの多様な生態系があり、各環礁の大きさ、形状、人口、中央のラグーンの性質などは大きく異なる。例えば、タイアロ環礁の中央部のラグーンは海から完全に切り離した塩分度が高い塩湖であるが、ニアウ環礁の中央部のラグーンは汽水域である。一帯にはトゥアモトゥショウビンが生息し、特にニアウ環礁には固有種の亜種が生息している。